# Lauréat Prix International de Géographie Vautrin Lud
Lauréat Prix International de Géographie Vautrin Lud (kolokvijalno Prix Vautrin Lud ili Međunarodna nagrada za geografiju Vautrin Lud) utemeljena je 1991. godine i najveća je nagrada koja se može dobiti u području geografije. Nagrada je osmišljena prema Nobelovoj nagradi, te se smatra i kolokvijalno naziva Nobelova nagrada za geografiju. Nagrada je nazvana prema francuskom znanstveniku iz 16. stoljeća Vautrinu Ludu koji je zaslužan što je Novi svijet Amerika nazvan po Amerigu Vespucciju. Nagrada se dodjeljuje u jesen svake godine na Međunarodnom festivalu geografije u Saint-Dié-des-Vosgesu, Francuska (rodni grad Vautrina Luda), a odluku donosi peteročlano međunarodno vijeće.

## Dobitnici
| Ime                                    | Država                 | Godina |
| -------------------------------------- | ---------------------- | ------ |
| Prof. Peter Haggett                    | UK                     | 1991.  |
| Torsten Hägerstrand & Gilbert F. White | Švedska & SAD          | 1992.  |
| Peter Gould                            | SAD                    | 1993.  |
| Milton Santos                          | Brazil                 | 1994.  |
| Prof. David Harvey                     | UK                     | 1995.  |
| Brownish Roger & Paul Claval           | Francuska              | 1996.  |
| Jean-Bernard Racine                    | Švicarska              | 1997.  |
| Prof. Doreen Massey                    | UK                     | 1998.  |
| Prof. Ron Johnston                     | UK                     | 1999.  |
| Yves Lacoste                           | Francuska              | 2000.  |
| Prof. Sir Peter Hall                   | UK                     | 2001.  |
| Bruno Messerli                         | Švicarska              | 2002.  |
| Dr. Allen Scott                        | SAD                    | 2003.  |
| Philippe Pinchemel                     | Francuska              | 2004.  |
| Prof. Brian J. L. Berry                | SAD                    | 2005.  |
| Heinz Wanner                           | Švicarska              | 2006.  |
| Prof. Mike Goodchild                   | UK                     | 2007.  |
| Horacio Capel Sáez                     | Španjolska             | 2008.  |
| Terry McGee                            | Kanada                 | 2009.  |
| Denise Pumain                          | Francuska              | 2010.  |
| Antoine Bailly                         | Švicarska              | 2011.  |
| Yi-Fu Tuan                             | Kina-SAD               | 2012.  |
| Michael Batty                          | Ujedinjeno Kraljevstvo | 2013.  |
| Anne Buttimer                          | Irska                  | 2014.  |
| Edward Soja                            | SAD                    | 2015.  |

## Više informacija
- Popis odlikovanja, medalja i nagrada
- Međunarodna geografska unija
- Viktorijina medalja
- Zlatna medalja
- Murchisonova nagrada
- Hubbardova medalja

## Vanjske poveznice
- http://findarticles.com/p/articles/mi_qn4158/is_19981001/ai_n14191789
- http://www.geog.ucla.edu/news.php  Arhivirana inačica izvorne stranice od 16. prosinca 2007. (Wayback Machine)
- http://www.ia.ucsb.edu/pa/display.aspx?pkey=1683  Arhivirana inačica izvorne stranice od 11. ožujka 2015. (Wayback Machine)
- http://www.csiss.org/SPACE/about/news.php  Arhivirana inačica izvorne stranice od 27. kolovoza 2008. (Wayback Machine)
- http://www.colorado.edu/news/releases/2000/492.html  Arhivirana inačica izvorne stranice od 6. srpnja 2008. (Wayback Machine)
- http://www.utdallas.edu/news/archive/2005/berry-lud.html  Arhivirana inačica izvorne stranice od 3. ožujka 2016. (Wayback Machine)
- http://www.fig-saintdie.com/